# Grottes de Cristal de Molinos
Les grottes de Cristal de Molinos sont un espace naturel protégé situé dans la commune de Molinos (province de Teruel), en Aragon,.
Cette aire protégée de la région du Maestrazgo contient des formations géologiques dans les diverses galeries souterraines de la zone des grottes se distinguant par un système karstique complexe.
Les grottes ont été déclarées monument naturel. Cette zone de 126 ha est aussi un site d'importance communautaire et une zone de protection spéciale du Réseau Natura 2000.

## Description
Une grotte a servi de lieu funéraire, où deux corps ont été enterrés, l'un d'eux le plus ancien d'Aragon, connu sous le nom de Hombre de Molinos datant de 25 000 ans. 
Ces formations karstiques souterraines se connectent à l'extérieur par deux points : les Grottes des Graderas ou « Grottes de cristal » et la Grotte des Baticambras. En raison des dépôts minéraux continus transportés par l'eau, une grande variété de formations de précipités carbonatés est collectée, telles que des stalactites, des stalagmites, des colonnes géologiques, des rideaux, des cascades, etc. On y trouve également une grande profusion de stalactites excentriques à croissance verticale. 
Les grottes sont principalement formées de particules de roches désintégrées, telles que du sable, de la marne et du calcaire - du Cénomanien, il y a entre 99,6 et 93,5 millions d'années - et des conglomérats, grès et argiles - de l'Oligocène et du Miocène, il y a entre 33,8 et 5,3 millions d'années.

### Faune fossile

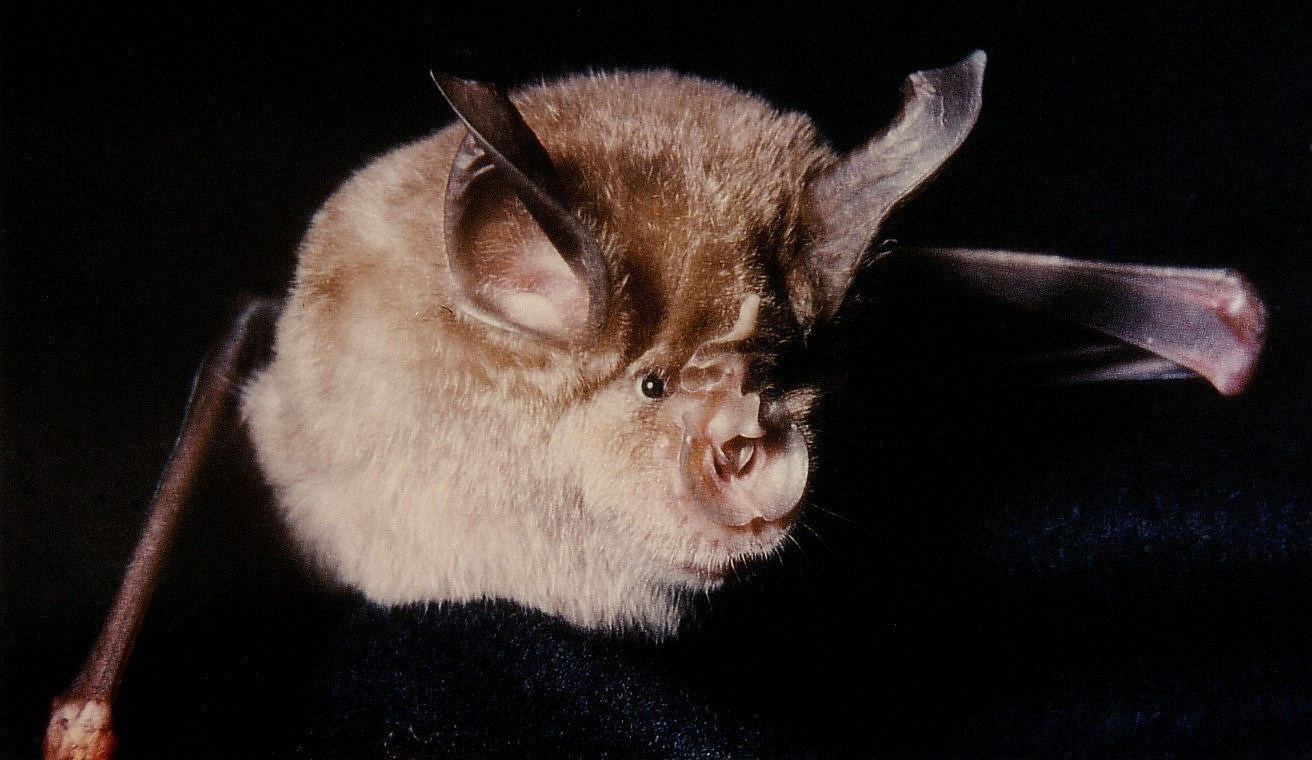
Rhinolophus ferrumequinum.

Il convient de souligner l'existence d'une abondante faune fossile, ainsi que de deux sépultures anthropiques, dont l'une correspond à l'hominidé le plus ancien d'Aragon. D’autres restes osseux d’animaux de différentes périodes ont également été découverts.
La dite Grotte de las Baticambras, proposée par le Gouvernement d'Aragon comme Site d'importance communautaire (LIC ES2420145), est pertinente, car elle abrite une concentration importante de chauves-souris, avec la présence de trois espèces : Rhinolophus ferrumequinum (grand rhinolophe, classé comme espèce vulnérable), Rhinolophus euryale (rhinolophe méditerranéen) et Rhinolophus hipposideros (petit rhinolophe).